# Welterbe in Spanien

Zum Welterbe in Spanien gehören (Stand 2023) 50 UNESCO-Welterbestätten, darunter 44 Stätten des Weltkulturerbes, vier Stätten des Weltnaturerbes und zwei gemischte Kultur- und Naturerbestätten. Spanien ist der Welterbekonvention 1982 beigetreten, die ersten fünf Welterbestätten wurden 1984 in die Welterbeliste aufgenommen. Die bislang letzte Welterbestätte wurde 2023 eingetragen.

## Welterbestätten
Die folgende Tabelle listet die UNESCO-Welterbestätten in Spanien in chronologischer Reihenfolge nach dem Jahr ihrer Aufnahme in die Welterbeliste (K – Kulturerbe, N – Naturerbe, K/N – gemischt, (G) – auf der Liste des gefährdeten Welterbes).
| Bild                                                                               | Bezeichnung                                                                               | Jahr       | Typ | Ref. | Beschreibung |
| ---------------------------------------------------------------------------------- | ----------------------------------------------------------------------------------------- | ---------- | --- | ---- | --- |
| (weitere Bilder)                                                                   | Historisches Zentrum von Córdoba (Lage)                                                   | 1984       | K   | 313  | Die ursprüngliche Welterbestätte umfasste 1984 nur die ab 784 erbaute und 1236 in eine christliche Kirche umgewandelte Hauptmoschee von Córdoba. 1994 wurde die umgebende Altstadt mit einbezogen. |
| Löwenhof der Alhambra (weitere Bilder)                                             | Alhambra, Generalife und Albayzín, Granada (Lage)                                         | 1984, 1994 | K   | 314  | Die ursprüngliche Welterbestätte umfasste 1984 nur die Stadtburg Alhambra (Lage) im maurischen Stil und den Sultanspalast Generalife (Lage) in Granada. 1994 wurde sie erweitert um das Altstadtviertel Albaicín (Lage). |
| (weitere Bilder)                                                                   | Kathedrale von Burgos (Lage)                                                              | 1984       | K   | 316  | |
| (weitere Bilder)                                                                   | Kloster und Ort des Escorial, Madrid (Lage)                                               | 1984       | K   | 318  | |
| Park Güell (weitere Bilder)                                                        | Werke von Antoni Gaudí (Lage)                                                             | 1984, 2005 | K   | 320  | 1984 wurden folgende Werke des katalanischen Architekten Antoni Gaudí in das Welterbe aufgenommen: Park Güell, Palau Güell, Casa Milà (alle in Barcelona). 2005 wurde die Welterbestätte erweitert um Krypta und Geburtsfassade der Sagrada Família, Casa Vicens, Casa Batlló (alle in Barcelona) und die Krypta der Colònia Güell in Santa Coloma de Cervelló. |
| (weitere Bilder)                                                                   | Altamira-Höhle und paleolithische Höhlenkunst von Nordspanien (Lage)                      | 1985, 2008 | K   | 310  | 1984 wurde die Höhle von Altamira in das Welterbe aufgenommen. 2008 wurde die Welterbestätte um 17 weitere Stätten in Nordspanien mit Höhlenmalereien erweitert. |
| Altstadt von Segovia mit Aquädukt                                                  | Altstadt von Segovia mit Aquädukt (Lage)                                                  | 1985       | K   | 311  | Historischer Stadtkern von Segovia mit seinen Kirchen und zahlreichen Monumenten und Profanbauten sowie dem zur Wasserversorgung der Stadt dienenden Aquädukt aus dem 1. bis 2. Jahrhundert n. Chr. |
| Denkmäler von Oviedo und des Königreiches Asturien                                 | Denkmäler von Oviedo und des Königreiches Asturien (Lage)                                 | 1985, 1998 | K   | 312  | Von den Denkmälern der Stadt Oviedo und des Königreiches Asturien wurden 1985 zunächst die Kirchen San Miguel de Lillo, Santa María del Naranco und Santa Cristina de Lena unter der Bezeichnung Kirchen des Königreiches Asturien in das Welterbe aufgenommen. 1998 wurde die Welterbestätte um San Julián de los Prados, Cámara Santa der Kathedrale von Oviedo und La Foncalada erweitert und umbenannt. |
| Santiago de Compostela (Altstadt)                                                  | Santiago de Compostela (Altstadt) (Lage)                                                  | 1985       | K   | 347  | |
| Altstadt von Avila und Kirchen außerhalb der Stadtmauer                            | Altstadt von Avila und Kirchen außerhalb der Stadtmauer (Lage)                            | 1985       | K   | 348  | Besteht aus elf Komponenten in Ávila und Umgebung. |
| Architektur der Mudéjaren in Aragón                                                | Architektur der Mudéjaren in Aragón (Lage)                                                | 1986, 2001 | K   | 378  | Als repräsentativ für die Architektur der Mudéjaren in Aragón wurden 1986 vier Bauwerke in Teruel in das Welterbe aufgenommen. 2001 wurde die Welterbestätte um sechs weitere Bauwerke erweitert, drei in Saragossa und drei in weiteren Städten der Umgebung. |
| Historische Stadt Toledo                                                           | Historische Stadt Toledo (Lage)                                                           | 1986       | K   | 379  | |
| Nationalpark Garajonay                                                             | Nationalpark Garajonay (Lage)                                                             | 1986       | N   | 380  | Befindet sich auf der kanarischen Insel La Gomera. |
| Altstadt von Cáceres                                                               | Altstadt von Cáceres (Lage)                                                               | 1986       | K   | 384  | |
| Kathedrale und Indienarchiv                                                        | Kathedrale, Alcazar und Archivo de Indias in Sevilla (Lage)                               | 1987       | K   | 383  | Die Kathedrale, der Alcázar und das Archivo General de Indias bilden zusammen ein monumentales Ensemble in der Innenstadt von Sevilla |
| Altstadt von Salamanca                                                             | Altstadt von Salamanca (Lage)                                                             | 1988       | K   | 381  | |
| Kloster Poblet                                                                     | Kloster Poblet (Lage)                                                                     | 1991       | K   | 518  | |
| Archäologisches Ensemble von Mérida                                                | Archäologisches Ensemble von Mérida (Lage)                                                | 1993       | K   | 664  | |
| Königliches Kloster Santa María de Guadelupe                                       | Königliches Kloster Santa María de Guadelupe (Lage)                                       | 1993       | K   | 665  | |
| Pilgerwege nach Santiago de Compostela: Camino Francés und die Routen Nordspaniens | Pilgerwege nach Santiago de Compostela: Camino Francés und die Routen Nordspaniens (Lage) | 1993, 2015 | K   | 669  | 1993 wurde der klassische Jakobsweg aus den Pyrenäen Richtung Santiago de Compostela, der Camino Francés, in das Welterbe aufgenommen. 2015 wurde die Welterbestätte um vier weitere Routen und 16 Einzelstätten in Nordspanien erweitert. Zu den Routen zählen Camino de la Costa, Camino Vasco del Interior, Camino de Liébana und Camino Primitivo. |
| Nationalpark Doñana                                                                | Nationalpark Doñana (Lage)                                                                | 1994       | N   | 685  | |
| Historische Festungsstadt Cuenca                                                   | Historische Festungsstadt Cuenca (Lage)                                                   | 1996       | K   | 781  | |
| La Lonja de la Seda de Valencia                                                    | La Lonja de la Seda de Valencia (Lage)                                                    | 1996       | K   | 782  | |
| Pyrenäen – Mont Perdu                                                              | Pyrenäen – Mont Perdu (Lage)                                                              | 1997       | K/N | 773  | grenzüberschreitende Welterbestätte in den spanischen und französischen Pyrenäen um den Monte Perdido (franz. Mont Perdu) herum |
| Las Médulas                                                                        | Las Médulas (Lage)                                                                        | 1997       | K   | 803  | Hier befand sich die wichtigste Goldmine des Römischen Reiches. |
| Palau de la Música Catalana                                                        | Palau de la Música Catalana und Hospital de Sant Pau, Barcelona (Lage)                    | 1997       | K   | 804  | Der Palau de la Música Catalana und das Hospital de la Santa Creu i Sant Pau in Barcelona sind herausragende Bauwerke des katalanischen Architekten Lluís Domènech i Montaner, eines der wichtigsten Repräsentanten des Modernisme |
| Klöster San Millán de Yuso und de Suso                                             | Klöster San Millán de Yuso und de Suso (Lage)                                             | 1997       | K   | 805  | Das Kloster San Millán de la Cogolla ist ein Ensemble aus den Klöstern San Millán de Yuso und San Millán de Suso. |
| (weitere Bilder)                                                                   | Universität und historischer Bezirk von Alcalá de Henares (Lage)                          | 1998       | K   | 876  | Alcalá de Henares ist eine aus der Römerzeit stammende Stadt. Die 1499 gegründete historische Universität Alcalá zählt zu den ältesten Universitäten Europas. |
| Felskunst des Mittelmeerbeckens auf der Iberischen Halbinsel                       | Felskunst des Mittelmeerbeckens auf der Iberischen Halbinsel (Lage)                       | 1998       | K   | 874  | Das Kulturerbe umfasst unter anderem die Cuevas de la Araña. |
| Ibiza: Biologische Vielfalt und Kultur                                             | Ibiza: Biologische Vielfalt und Kultur (Lage)                                             | 1999       | K/N | 417  | Beinhaltet den Vorschlag Ibiza von 1987, Dalt Vila und Puig des Molins, Sa Caleta und Seegraswiesen zwischen Ibiza und Formentera. |
| San Cristóbal de La Laguna                                                         | San Cristóbal de La Laguna (Lage)                                                         | 1999       | K   | 929  | Universitätsstadt auf der kanarischen Insel Teneriffa. |
| Amphitheater von Tarraco                                                           | Archäologisches Ensemble von Tárraco (Lage)                                               | 2000       | K   | 875  | Tarraco, vollständige Bezeichnung Colonia Iulia Urbs Triumphalis Tarraco, war eine antike römische Stadt an der Stelle des heutigen Tarragona und Hauptstadt der Provinz Hispania Tarraconensis. Erfüllte Kriterien für Weltkulturerbe: ii., iii. |
| Palmenhain von Elche                                                               | Palmenhain von Elche (Lage)                                                               | 2000       | K   | 930  | Erfüllte Kriterien für Weltkulturerbe: ii., v. |
| Römische Stadtmauern von Lugo                                                      | Römische Stadtmauern von Lugo (Lage)                                                      | 2000       | K   | 987  | Die Mauer von Lugo wurde Ende des 3. Jahrhunderts zur Verteidigung der römischen Stadt Lucus gebaut. Sie ist zwei Kilometer lang und in Abständen von etwa 100 bis 200 m mit wuchtigen halbkreisförmigen Bastionen versehen. Die gesamte Umwallung ist noch intakt, womit die Mauer als besterhaltenes Beispiel einer spätrömischen Befestigungsanlage gilt. Erfülltes Kriterium für Weltkulturerbe: iv. |
| Sant Climent in Taüll (weitere Bilder)                                             | Kirchen der katalanischen Romanik im Vall de Boí (Lage)                                   | 2000       | K   | 988  | Das schmale Vall de Boí liegt in der Pyrenäen-Region Alta Ribagorça umgeben von steilen Bergen. Das Tal besitzt eine außergewöhnlich hohe Anzahl an frühromanischen Kirchen im Stil der Katalanischen Romanik, die auf einer sehr kleinen Fläche konzentriert sind. Bis weit ins letzte Jahrhundert blieb das Tal recht isoliert, so dass die Kirchen kaum durch Einflüsse von außen verändert wurden. Neun Kirchengebäude wurden ins Welterbe aufgenommen: Sant Climent (Taüll), Santa Maria (Taüll), Sant Feliu (Barruera), Sant Joan (Boí), Santa Eulàlia (Erill la Vall), Santa Maria (Cardet), Santa Maria de l’Assumpció (Cóll), Nativitat de la Mare de Déu (Durro) und Ermita Sant Quirc (Durro). Erfüllte Kriterien für Weltkulturerbe: ii., iv. |
| Archäologische Stätte von Atapuerca                                                | Archäologische Stätte von Atapuerca (Lage)                                                | 2000       | K   | 989  | Die Höhlen in der Sierra de Atapuerca sind außergewöhnlich wegen ihres Reichtums an Fossilien, deren gutem Erhaltungszustand und wissenschaftlicher Bedeutung. Es wurden Überreste aus einem Zeitraum vom Altpleistozän (mit einem Alter über einer Million Jahre) bis zum Holozän (gegenwärtige Epoche) gefunden, die Aufschluss über Fauna, Flora und Klima geben. Die wichtigsten Funde sind jedoch menschliche Fossilien der ersten Europäer, die auf ein Alter von 1,1 Millionen Jahre datiert werden. Erfüllte Kriterien für Weltkulturerbe: iii., v. |
| Kulturlandschaft von Aranjuez                                                      | Kulturlandschaft von Aranjuez (Lage)                                                      | 2001       | K   | 1044 | Aranjuez liegt in einem bewaldeten Tal. Die Altstadt weist eine regelmäßige Architektur auf, die an den holländischen Stil erinnert. Der 1727 von Pedro Caro errichtete Palast von Aranjuez war bis 1931 die Sommerresidenz der spanischen Könige. Der Palast ist umgeben von weitläufigen Gärten mit Baumgruppen, Laubholzbeständen und Wiesen. Erfüllte Kriterien für Weltkulturerbe: ii., iv. |
| Salvatorkirche in Úbeda.                                                           | Monumentale Ensembles der Renaissance von Úbeda und Baeza (Lage)                          | 2003       | K   | 522  | Die Baugeschichte der beiden Kleinstädte Úbeda und Baeza in der Provinz Jaén in Andalusien reicht bis zu den Mauren im 9. und zur Reconquista im 13. Jahrhundert zurück. Eine wichtige Entwicklung erfolgte im 16. Jahrhundert, als die Städte Renovierungen im Stile der aufkommenden Renaissance erhalten sollten. Von hier aus nahmen die neuen humanistischen Ideen aus Italien großen Einfluss auf die Architektur Spaniens und Lateinamerikas. Erfüllte Kriterien für Weltkulturerbe: ii., iv. |
| Biscaya-Brücke                                                                     | Biscaya-Brücke (Lage)                                                                     | 2006       | K   | 1217 | Die Puente de Vizcaya überspannt die Mündung des Flusses Nervión in den Golf von Biskaya nordwestlich von Bilbao. Sie wurde vom baskischen Architekten Alberto de Palacio entworfen und 1893 fertiggestellt. Die 45 Meter hohe Brücke mit einer Spannweite von 160 Metern vereint die Eisenwerktradition des 19. Jahrhunderts mit der später entstandenen Leichtbauweise mit gedrehten Drahtseilen. Die Brücke war die erste ihrer Art, die Menschen und Fahrzeuge auf einer hoch aufgehängten Gondel transportierte und diente daher als Modell für viele ähnliche Brücken in Europa, Afrika und Amerika, von denen nur wenige die Zeit überdauerten. Erfüllte Kriterien für Weltkulturerbe: i., ii. |
| Nationalpark Teide                                                                 | Nationalpark Teide (Lage)                                                                 | 2007       | N   | 1258 | Im Nationalpark Teide auf der Insel Teneriffa befindet sich der Schichtvulkan Teide-Pico Viejo, der mit 3715 Metern Höhe der höchste Berg Spaniens ist. Mit einer Gipfelhöhe von 7500 Metern über dem Meeresboden ist er der dritthöchste Inselvulkan der Erde. Erfüllte Kriterien für Weltnaturerbe: vii., viii. |
| Herkulesturm                                                                       | Herkulesturm (Lage)                                                                       | 2009       | K   | 1312 | Der Herkulesturm wurde im ersten Jahrhundert von den Römern am Hafeneingang von La Coruña in Nordwestspanien gebaut und dient seitdem gleichermaßen als Leuchtturm und Landmarke. Der Turm steht auf einem 57 Meter hohen Felsen und hatte bereits zu römischer Zeit eine Höhe von 34 Metern. Im 18. Jahrhundert kamen durch Restaurierungen des Architekten Eustaquio Giannini, der den römischen Kernbau um zwei achteckige Türme erhöhte, weitere 21 Meter hinzu. Er ist der weltweit älteste noch in Betrieb stehende Leuchtturm. Erfülltes Kriterium für Weltkulturerbe: iii. |
| (weitere Bilder)                                                                   | Prähistorische Stätten der Felskunst im Côa-Tal und in Siega Verde (Lage)                 | 2010       | K   | 866  | Erweiterung der portugiesischen Welterbestätte Prähistorische Felsritzungen im Tal von Côa von 1998 zu einer transnationalen Welterbestätte. In Siega Verde und im Tal von Côa befinden sich die bedeutendsten Freilicht-Felsbildergalerien der iberischen Halbinsel. In Siega Verde wurden entlang eines etwa drei Kilometer langen Abschnitts des Río Águeda über 500 Ritzzeichnungen an 94 Fundstellen entdeckt. Dargestellt sind im Wesentlichen Pferde, Stiere, Hirsche und Ziegen. Das Alter der Zeichnungen wird auf 13.000 bis 20.000 Jahre geschätzt und den altsteinzeitlichen Kulturstufen des Gravettien und des Magdalénien zugerechnet. Erfüllte Kriterien für Weltkulturerbe: i., iii. |
| Kulturlandschaft der Serra de Tramuntana                                           | Kulturlandschaft der Serra de Tramuntana (Lage)                                           | 2011       | K   | 1371 | Die Kulturlandschaft der Serra de Tramuntana liegt auf einem zerklüfteten Gebirgszug, der parallel zur Nordwestküste Mallorcas verläuft. Mehrere Jahrhunderte landwirtschaftliche Nutzung durch den Menschen haben sie geprägt. Die Knappheit an Ackerfläche und Wasser hat zum Bau von terrassierten Berghängen aus Trockenmauerwerk und einem komplexen System miteinander verbundener Wasserbauwerke bestehend aus kleinen Staudämmen, Kanälen, Wasserbecken, Bassins und Zisternen geführt. Erfüllte Kriterien für Weltkulturerbe: ii., iv., v. |
| (weitere Bilder)                                                                   | Historische Stätten der Quecksilbergewinnung: Almadén und Idrija (Lage)                   | 2012       | K   | 1313 | Transnationales Welterbe (Historische Stätten der Quecksilbergewinnung: Almadén und Idrija) zusammen mit Slowenien. In Almadén (Spanien) und Idrija (Slowenien) befinden sich die beiden größten Quecksilberminen der Welt. Der Abbau in der Mine von Almadén hat eine lange Tradition und reicht bis in die Antike zurück. Viele Gebäude der Stadt wie etwa Kirchen, traditionelle Wohnbauten oder das Castillo de Retamar stehen eng mit der Geschichte der Quecksilbergewinnung in Verbindung. Erfüllte Kriterien für Weltkulturerbe: ii., iv. |
| Dolmenstätten von Antequera                                                        | Dolmenstätten von Antequera (Lage)                                                        | 2016       | K   | 1501 | Das serielle Kulturerbe Dolmenstätten von Antequera umfasst vier Stätten: Die Dolmen von Menga und Viera, den Tholos von El Romeral, La Peña de los Enamorados sowie El Torcal de Antequera. Erfüllte Kriterien für Weltkulturerbe: i., iii., iv. |
| (weitere Bilder)                                                                   | Alte Buchenwälder und Buchenurwälder der Karpaten und anderer Regionen Europas (Lage)     | 2017       | N   | 1133 | Transnationales Welterbe mit 17 weiteren Ländern in Europa. In Spanien gehören dazu die Rotbuchen der Picos de Europa, von Navarra und von Ayllón. Erfülltes Kriterium für Weltnaturerbe: ix. |
| (weitere Bilder)                                                                   | Kalifat-Stadt Madīnat az-Zahrā (Lage)                                                     | 2018       | K   | 1560 | ehemalige Palaststadt etwa acht Kilometer westlich von Córdoba. Erfüllte Kriterien für Weltkulturerbe: iii., iv. |
| (weitere Bilder)                                                                   | Risco Caído und die Kulturlandschaft der heiligen Berge von Gran Canaria (Lage)           | 2019       | K   | 1578 | Die Kulturlandschaft Risco Caido im Herzen Gran Canarias ist naturräumlich durch Klippen, Schluchten und Vulkanformationen geprägt und weist ein großes Artenreichtum auf. Die zahlreichen Hinterlassenschaften von Höhlenbewohnern (Wohnräume, Kornkammern, Zisternen) geben Zeugnis über die prähispanisch-berberischen Kulturen, die sich bis zum 15. Jahrhundert in Isolation auf der Insel entwickelt haben. Außerdem erhalten von dieser erloschenen Kultur sind Kultplätze in Höhlen, die vielleicht Mutter Erde oder den Sternen geweiht waren. Erfüllte Kriterien für Weltkulturerbe: iii., v. |
| (weitere Bilder)                                                                   | Paseo del Prado und Buen Retiro, Landschaft der Künste und der Wissenschaften (Lage)      | 2021       | K   | 1618 | Am östlichen Rand der Innenstadt von Madrid bilden der Paseo del Prado, die unmittelbaren Umgebung dieser Straße und der Retiro-Park zusammen ein städtebauliches Ensemble. Hier befinden sich zahlreiche Museen, wissenschaftliche Einrichtungen und Regierungsgebäude, darunter das Museo del Prado, der Real Jardín Botánico und die Cortes Generales. Erfüllte Kriterien für Weltkulturerbe: ii., iv., vi. |
| Talayotisches Menorca                                                              | Talayotisches Menorca                                                                     | 2023       | K   | 1528 | Die archäologischen Stätten zeugen von der Besiedlung der Insel durch prähistorische Gemeinschaften. Die Siedlungen und Grabstätten aus der Bronzezeit (1600 v. Chr.) bis zur späten Eisenzeit (123 v. Chr.) zeigen die Entwicklung einer zyklopischen Architektur aus sehr großen Steinblöcken. Die Welterbestätte umfasst 9 Bereiche mit einer Gesamtfläche von 3527 ha und zwei Pufferzonen von zusammen 19.014 ha auf der Insel Menorca. Von den zahlreichen archäologischen Fundstätten, die die prähistorische Talayotkultur der Insel repräsentieren, werden 24 explizit genannt: Naveta des Tudons, Torrellafuda, Torretrencada, Son Catlar, Son Mercer de Baix, Cova des Pas, Cova des Coloms, Galliner de Madona, Sant Agustí Vell, Torre d’en Galmés, Na Comerma de Sa Garita, Ses Roques Llises, So na Caçana, Torrellisar, Torralba d’en Salort, Rafal Rubí, Cova de Biniedris, Calescoves, Talatí de Dalt, Talayot von Torelló, Cornia Nou, Trepucó, Sa Torreta de Tramuntana und Sa Mitja Lluna (Illa d’en Colom). Erfüllte Kriterien für Weltkulturerbe: iii., iv. |

## Tentativliste
In der Tentativliste sind die Stätten eingetragen, die für eine Nominierung zur Aufnahme in die Welterbeliste vorgesehen sind.

### Aktuelle Welterbekandidaten
Mit Stand 2025 sind 35 Stätten in der Tentativliste von Spanien eingetragen, die letzten Eintragungen erfolgten im März 2025.
Die folgende Tabelle listet die Stätten in chronologischer Reihenfolge nach dem Jahr ihrer Aufnahme in die Tentativliste.
| Bild                                                                                     | Bezeichnung                                                                              | Jahr | Typ | Ref. | Beschreibung |
| ---------------------------------------------------------------------------------------- | ---------------------------------------------------------------------------------------- | ---- | --- | ---- | --- |
| (weitere Bilder)                                                                         | Ribeira Sacra, Lugo und Ourense                                                          | 1996 | K   | 1228 | Ribeira Sacra (heiliges Uferland) ist ein Weinanbaugebiet an den Ufern der Flüsse Sil und Miño in den Provinzen Lugo und Ourense. Stätte ist für 2026 nominiert. |
| Castillo de San Felices                                                                  | Romanische Kultur-Enklave im Norden von Kastilien-León und im Süden von Kantabrien       | 1998 | K   | 1017 | |
| Festung von Jaca                                                                         | Bollwerke der Grenzbefestigungen                                                         | 1998 | K   | 1021 | Zum Vorschlag gehören unter anderem Pamplona (Navarra), Jaca (Aragon), Ciudad Rodrigo in Salamanca (Kastilien und León), „Força Vella“ und Figueras, in Girona (Katalonien), Fuerte de la Concepción en Aldea del Obispo, San Felices de los Gallegos und eine Burg an der ehemaligen Christlich-Muslimischen Grenze am Tajo im Monfragüe Naturreservat in der Extremadura |
| Vía de la Plata (Römerstraße)                                                            | Vía de la Plata (Römerstraße)                                                            | 1998 | K   | 1024 | |
| Windmühlen in Consuegra                                                                  | Mediterrane Windmühlen                                                                   | 1998 | K   | 1030 | |
| (weitere Bilder)                                                                         | Griechisches archäologisches Ensemble in Empúries, l'Escala, Girona (Lage)               | 2002 | K   | 1051 | antike griechische Kolonie in der heutigen Provinz Girona im Katalonien |
| Die mediterrane Facette der Pyrenäen (Frankreich-Spanien)                                | Die mediterrane Facette der Pyrenäen (Frankreich-Spanien)                                | 2004 | N/K | 1986 | Kulturlandschaft an dem an das Mittelmeer angrenzenden Ostende der Pyrenäen. Frankreich hatte bereits 2002 einen entsprechenden Vorschlag für den auf seinem Staatsgebiet liegenden Bereich eingereicht (Ref. 1655). |
| Viehwege der Mesta                                                                       | Viehwege der Mesta                                                                       | 2007 | K   | 5128 | Netz von Viehwegen, die traditionell im Rahmen der Wanderweidewirtschaft von den in der Mesta vereinigten Schafzüchtern genutzt wurden |
| Römische Wege, Straßen des Römischen Reichs                                              | Römische Wege, Straßen des Römischen Reichs                                              | 2007 | K   | 5130 | |
| Ancares – Somiedo                                                                        | Ancares – Somiedo                                                                        | 2007 | N/K | 5132 | umfasst zwei unterschiedliche Bereiche: das historische Gebiet Los Ancares in Galicien und Kastilien-León sowie die Gemeinde Somiedo in Asturien. |
| (weitere Bilder)                                                                         | Castillo de Loarre (Lage)                                                                | 2007 | K   | 5135 | |
| Historisches Erbe Das Ferrol der Aufklärung                                              | Historisches Erbe Das Ferrol der Aufklärung                                              | 2007 | K   | 5138 | Historisches Ensemble mit räumlicher, zeitlicher und stilistischer Einheit von der zweiten Hälfte des 18. Jahrhunderts bis zum 19. Jahrhundert. |
| Historisches Erbe des Bergbaus                                                           | Historisches Erbe des Bergbaus                                                           | 2007 | K   | 5139 | Bergbaubecken am Fluss Tinto und Tharsis, Der historische „Reunion“ Bergbaukomplex in Villanueva del Río y Minas, Linares-La Carolina Bergbaugebiet, Bergbaugebiete Alto Guadiato & Sierra Almagrera, Minen von Rodalquilar, Steinbrüche von Mares de S'Hostal, Ojos Negros Minen, Valle del Nalon und Valle del Caudal, Almaden-Puertollano Minen, Salinen von Iman, Bergbaubecken Valle del Sabero und Villablino, Neolithische Minen von Can Tintorer en Gava, Bellmunt del Priorat Minen, Bergbaubecken von Cartagena und La Union, Aiiana Salzstöcke und Eisenerzminen von Las Encartaciones |
| Trujillo                                                                                 | Plasencia-Monfragüe-Trujillo: Mediterrane Landschaft                                     | 2009 | K/N | 5417 | umfasst die historischen Städte Plasencia und Trujillo sowie den zwischen ihnen liegenden Nationalpark Monfragüe |
| Kathedrale von Jaén                                                                      | Kathedrale von Jaén (Lage)                                                               | 2012 | K   | 5667 | Die Kathedrale der Provinzhauptstadt Jaén ist als Erweiterung der in der Provinz Jaén liegenden Welterbestätte der Renaissance-Ensembles von Úbeda und Baeza (Ref. 522) vorgeschlagen. |
| Valle Salado de Añana                                                                    | Valle Salado de Añana                                                                    | 2012 | K   | 5693 | Valle Salado ist eine Kulturlandschaft zur Salzgewinnung bei dem Dorf Salinas de Añana in der baskischen Gemeinde Añana |
| Wein- und Weinbau-Kulturlandschaft von La Rioja und Rioja Alavesa                        | Wein- und Weinbau-Kulturlandschaft von La Rioja und Rioja Alavesa                        | 2013 | K   | 5793 | |
| Priorat-Montsant-Siurana, Agrarlandschaft des mediterranen Gebirges                      | Priorat-Montsant-Siurana, Agrarlandschaft des mediterranen Gebirges                      | 2014 | K   | 5854 | umfasst die Agrarlandschaften der Weinbaugebiete Priorat und Montsant und in der Umgebung von Siurana in der Serra de Montsant |
| (weitere Bilder)                                                                         | Portal des Klosters von Ripoll (Lage)                                                    | 2015 | K   | 5979 | |
| Turó de la Seu Vella in Lleida                                                           | Turó de la Seu Vella in Lleida                                                           | 2016 | K   | 6079 | von Befestigungsanlagen umgebener Hügel in der katalanischen Stadt Lleida, innerhalb derer sowohl Überreste einer Burg als auch als auch die Alte Kathedrale liegen, nach deren Turm der Hügel benannt ist. |
| Kloster Santa María in La Rábida und die Kolumbus-Gedenkstätten in Huelva                | Kloster Santa María in La Rábida und die Kolumbus-Gedenkstätten in Huelva                | 2016 | K   | 6080 | umfasst neben dem Kloster Santa María de la Rábida in Palos de la Frontera dreizehn weitere Gedenkstätten an Christoph Kolumbus in der Provinz Huelva, die mit der Vorbereitung und Durchführung seiner Reise nach Amerika in Verbindung stehen. |
| (weitere Bilder)                                                                         | Kirche San Salvador de Valdediós (Lage)                                                  | 2017 | K   | 6168 | geplante Erweiterung der Welterbestätte Denkmäler von Oviedo und des Königreiches Asturien (Ref. 312). |
| Die Olivenhain-Landschaften von Andalusien                                               | Die Olivenhain-Landschaften von Andalusien                                               | 2017 | K   | 6169 | beinhaltet Villanueva del Arzobispo, Baeza (bereits Weltkulturerbe), Martos, Torres – Albanchez de Mágina, La Puerta de Segura, Cazorla, Baena, Lucena, Pozoblanco, Montoro, Estepa, Archidona, Deifontes, Montefrío und Olvera in Andalusien. Stätte ist für 2025 nominiert. |
| Der Wein Iberiens                                                                        | Der Wein Iberiens                                                                        | 2018 | K   | 6285 | Der Vorschlag umfasst eine Gruppe von Kulturgütern, die die Bedeutung des Weinanbaus und -handels für die Beziehungen zwischen Phöniziern und Iberern verdeutlichen, u. a. die Mazarrón-Schiffe. |
| Illas Cíes (weitere Bilder)                                                              | Illas Cíes – Nationalpark Islas Atlánticas de Galicia (Lage)                             | 2018 | N   | 6286 | Der Nationalpark Islas Atlánticas de Galicia umfasst die Inselgruppe Illas Cíes, die Inseln Ons, Sálvora und Cortegada sowie diverse kleinere Eilande an der Atlantikküste im Nordwesten der Iberischen Halbinsel. |
| Die hadrianische Stadt Italica                                                           | Die hadrianische Stadt Italica (Lage)                                                    | 2019 | K   | 6376 | Der Vorschlag umfasst eine Gruppe von Kulturgütern, die sich innerhalb der ehemaligen Stadt Italica befinden. Stätte ist für 2028 nominiert. |
| Gruppe von mozarabischen Gebäuden auf der Iberischen Halbinsel                           | Gruppe von mozarabischen Gebäuden auf der Iberischen Halbinsel                           | 2019 | K   | 6377 | Der Vorschlag umfasst eine Gruppe von zehn mozarabischen Gebäuden, die sich in verschiedenen Provinzen Spaniens befinden. Zu den 10 Kirchen bzw. Klöstern gehören: San Miguel de Escalada, Santiago de Peñalba (beide bereits 1995–96 auf der Tentativliste), San Pedro de la Nave, Santa María de Quintanilla de las Viñas, San Baudelio de Berlanga, Santa Maria in Wamba, San Cebrián de Mazote, San Miguel de Celanova, Kloster in Melque und San Pedro de la Mata. |
| Der Bischofssitz von Egara und ihre pittoresken Dekorationen (5.–8. Jahrhundert)         | Der Bischofssitz von Egara und ihre pittoresken Dekorationen (5.–8. Jahrhundert) (Lage)  | 2019 | K   | 6378 | Der Vorschlag umfasst eine Gruppe von Kirchen in Terrassa bei Barcelona. War bereits 1985 und 1995–96 auf der Tentativliste vertreten. |
| Materielle Zeugen für die Errichtung des Staates der Pyrenäen: das Co-Fürstentum Andorra | Materielle Zeugen für die Errichtung des Staates der Pyrenäen: das Co-Fürstentum Andorra | 2021 | K   | 6503 | In Spanien gehört die Kathedrale von La Seu d’Urgell zum Vorschlag. |
| „Süße und Salzige Landschaft“ von Sigüenza and Atienza                                   | „Süße und Salzige Landschaft“ von Sigüenza and Atienza                                   | 2022 | K   | 6588 | Beinhaltet die Landschaft rund um Sigüenza und Atienza |
| Carmonas Kulturlandschaft                                                                | Carmonas Kulturlandschaft                                                                | 2023 | K   | 6704 | |
| Europäische Papiermühlen (aus der Ära des handgeschöpften Papiers)                       | Europäische Papiermühlen (aus der Ära des handgeschöpften Papiers)                       | 2024 | K   | 6758 | Transnationaler Antrag mit Italien, Polen, Tschechien und Deutschland. In Spanien ist die Molí Paperer de Capellades Teil des Vorschlags. Stätte ist für 2027 nominiert. |
|                                                                                          | Die Geode von Pulpí                                                                      | 2025 | N   | 6810 | |
| Universidad Laboral de Gijón/Xixón                                                       | Universidad Laboral de Gijón/Xixón                                                       | 2025 | K   | 6811 | |
| Felsgravuren auf der Insel La Palma                                                      | Felsgravuren auf der Insel La Palma                                                      | 2025 | K   | 6812 | |

### Ehemalige Welterbekandidaten
Diese Stätten standen früher auf der Tentativliste, wurden jedoch wieder zurückgezogen oder von der UNESCO abgelehnt.
Stätten, die in anderen Einträgen auf der Tentativliste enthalten oder Bestandteile von Welterbestätten sind, werden hier nicht berücksichtigt.